# Joseph Sattler

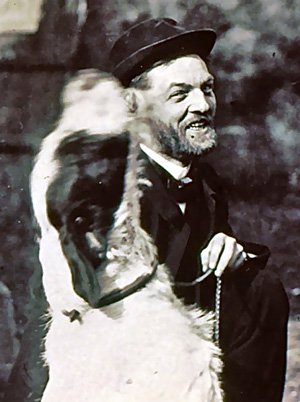
Joseph Sattler.

Joseph Kaspar Sattler, född den 20 juli 1867 i Schrobenhausen i Bayern, död den 12 maj 1931 i München, var en tysk konstnär.
Sattler studerade vid akademien i München. Han blev bokillustratör och intog snart en framstående plats som tecknare. Han upptog gamla tyska tecknares framställningssätt (främst Dürers). Bland hans bilder märks teckningar i tidskriften "Pan", många exlibris, serier av kompositioner: Bondekriget, En modern dödsdans, Min harmoni, Vederdöparna. Han utförde 1904 års praktupplaga av Nibelungenlied, där hela utstyrseln, såväl tryckstilar, initialer, vinjetter som större illustrationer är Sattlers verk. Han komponerade även bokband.